# Manila (Utah)
Manila ist ein kleiner Ort und  County Seat von  Daggett County, im Bundesstaat Utah an der Nordgrenze zu Wyoming. Das U.S. Census Bureau hat bei der Volkszählung 2020 eine Einwohnerzahl von 308 ermittelt.

## Geographie
Der Ort liegt an der Abzweigung der Utah State Routes 43 und 44. Die State Route 43 verläuft nach Westen bis zur Grenze zu Wyoming und ab dort weiter als WYO 414 in Richtung McKinnon, nach Osten erreicht sie nach wenigen Kilometer ebenfalls den Staat Wyoming und verläuft als WYO 530 weiter bis Green River. Die State Route 44 verläuft zunächst in südlicher, später in östlicher Richtung um das Flaming Gorge Reservoir herum und bietet Anschluss an den U.S. Highway 191. Südlich von Manila liegt der Ashley National Forest, in dem sich mit dem 4123 m hohen Kings Peak der höchste Berg des Bundesstaates Utah befindet.

## Geschichte
Manila wurde 1898 gegründet. Die ersten Häuser in Manila waren eigentlich nur Blockhütten mit ein oder zwei Räumen. Fünf nummerierte Straßen führten von West nach Ost.

## Demographie
Am 1. Juli 2004 lebten in Manila 302 Einwohner.
| Bevölkerung | Jahre   | Anteil  |
| ----------- | ------- | ------- |
| unter       | 18      | 15,90 % |
| von         | 18 – 24 | 11,70 % |
| von         | 25 – 44 | 28,90 % |
| von         | 45 – 64 | 27,30 % |
| über        | 65      | 16,20 % |

- Das durchschnittliche Alter beträgt 40 Jahre und
- das durchschnittliche Familieneinkommen in Manila beträgt US $ 28.250.